# Тертл Лејк (округ Волворт, Висконсин)
Тертл Лејк (енгл. Turtle Lake, Walworth County) насељено је место без административног статуса у америчкој савезној држави Висконсин.

## Демографија
По попису из 2010. године број становника је 343.
| Група             | 2000.    | 2010.       |
| Белци             | 0 (0,0%) | 287 (83,7%) |
| Афроамериканци    | 0 (0,0%) | 6 (1,7%)    |
| Азијати           | 0 (0,0%) | 0 (0,0%)    |
| Хиспаноамериканци | 0 (0,0%) | 49 (14,3%)  |
| Укупно            | 0        | 343         |